# Roswitha Beier
Roswitha Beier (República Democrática Alemana, 22 de diciembre de 1956) es una nadadora alemana retirada especializada en pruebas de estilo mariposa, donde consiguió ser subcampeona olímpica en 1972 en los 100 metros.

## Carrera deportiva
En los Juegos Olímpicos de Múnich 1972 ganó la medalla de plata en los 100 metros mariposa, tras la japonesa Mayumi Aoki y por delante de la húngara Andrea Gyarmati; y también ganó la plata en los 4x100 metros estilos (nadando el largo de mariposa), tras Estados Unidos y por delante de Alemania del Oeste.
Y en el Campeonato Mundial de Natación de 1973 celebrado en Belgrado ganó la plata en los 200 metros estilo mariposa.